# 859 (číslo)
Osm set padesát devět je přirozené číslo, které následuje po čísle osm set padesát osm a předchází číslu osm set šedesát. Římskými číslicemi se zapisuje DCCCLIX.

## Matematika
859 je:
- Prvočíslo
- Nešťastné číslo
- Nepříznivé číslo

## Astronomie
- (859) Bouzaréah je planetka hlavního pásu, kterou objevil v roce 1916 Frédéric Sy

## Roky
- 859
- 859 př. n. l.